# Arrojadoa penicillata
Arrojadoa penicillata es una especie de planta suculenta perteneciente al género Arrojadoa, dentro de la familia Cactaceae. Es endémica de Brasil.

## Descripción

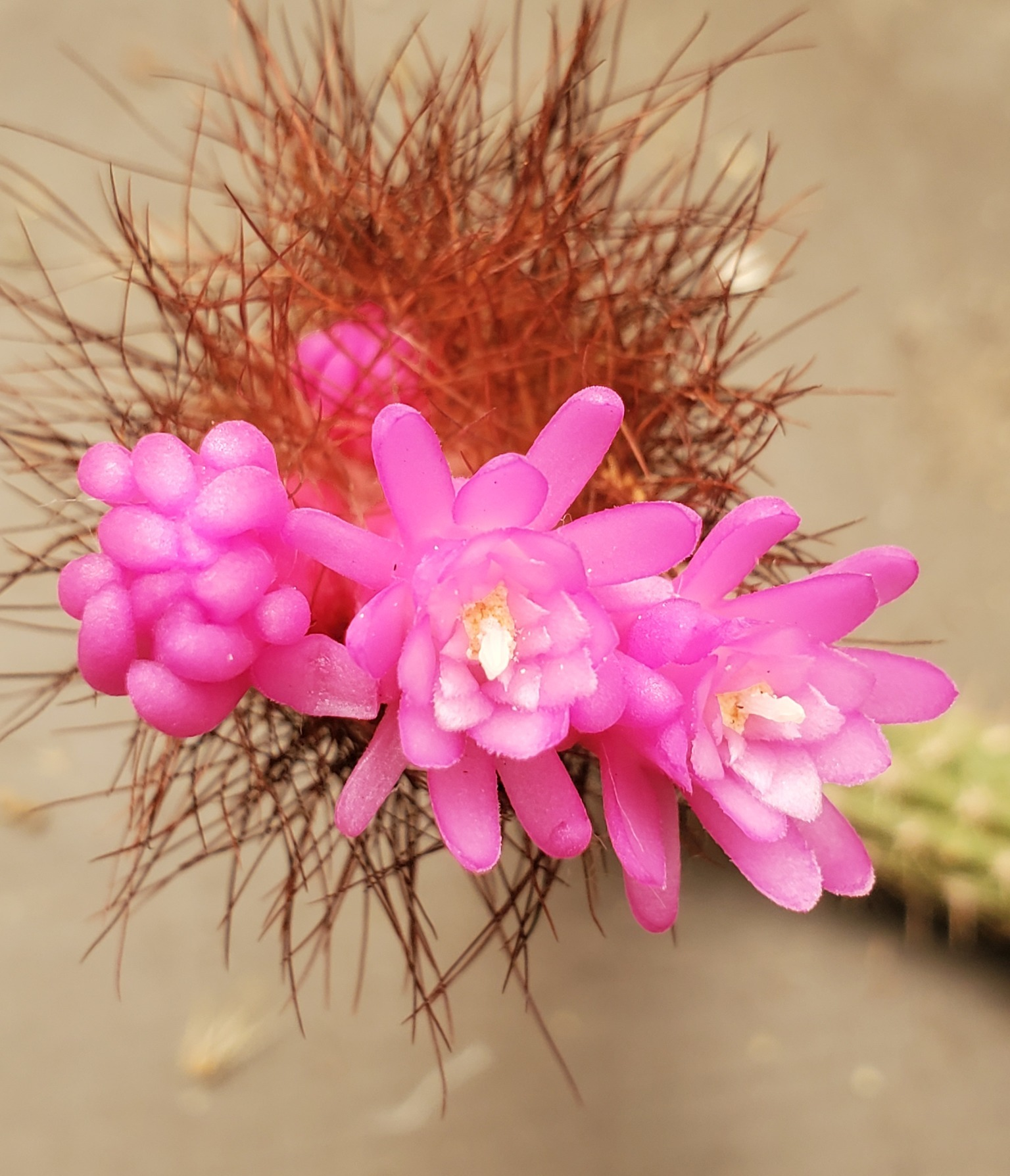
Detalle de la flor

Arrojadoa penicillata es una especie de cactus que crece de forma arbustiva, ramificándose y alcanzando un tamaño de hasta 2 m de altura. Las raíces no son ni tuberosas ni rizomatosas. Los tallos, muy delgados, tienen diámetros de 1 a 1,5 cm. Presentan de 10 a 12  costillas bajas, con las areolas pequeñas y muy juntas. 
En las areolas encontramos de 1 a 3 espinas centrales rígidas, de 1 a 3 cm de largo y de 8 a 12 espinas radiales cortas muy finas. El cefalio está formado de lana blanca y cerdas largas de color marrón. 
Las flores son de color rosa púrpura oscuro y miden hasta 3 cm, y suelen aparecer en grupos de 6 a 12 flores. Los frutos son esféricos, de color rojo y alcanzan un diámetro de 1,5 cm.

## Distribución y hábitat
Es endémica del estado de Bahía, en Brasil. Su hábitat natural son áreas rocosas. Es una especie rara en la vida silvestre.

## Taxonomía
La primera descripción de esta especie fue como Cereus penicillatus, publicada en 1908 por el botánico alemán Robert Louis August Maximilian Gürke en la revista científica Monatsschrift für Kakteenkunde 18: 70.
Más tarde, los botánicos estadounidenses Nathaniel Lord Britton y Joseph Nelson Rose trasladaron la especie al género Arrojadoa, por lo que pasó a llamarse Arrojadoa penicillata. Registraron estos cambios en el libro The Cactaceae; descriptions and illustrations of plants of the cactus family 2: 171, f. 243, publicado en 1920.
Etimología
- Arrojadoa: nombre genérico que fue otorgado en honor al brasileño Miguel Arrojado Lisboa, superintendente de los Ferrocarriles de Brasil en la época en que Britton y Rose describieron el género en 1920.[4]
- penicillata: epíteto específico latino que significa 'pincel’' en alusión al cefalio del extremo del brote que parece pintado.[5]

## Estado de conservación
En la Lista Roja de Especies Amenazadas de la UICN, la especie está clasificada como de “Preocupación Menor (LC)”.

## Usos
Se cultiva principalmente como planta ornamental.

## Galería

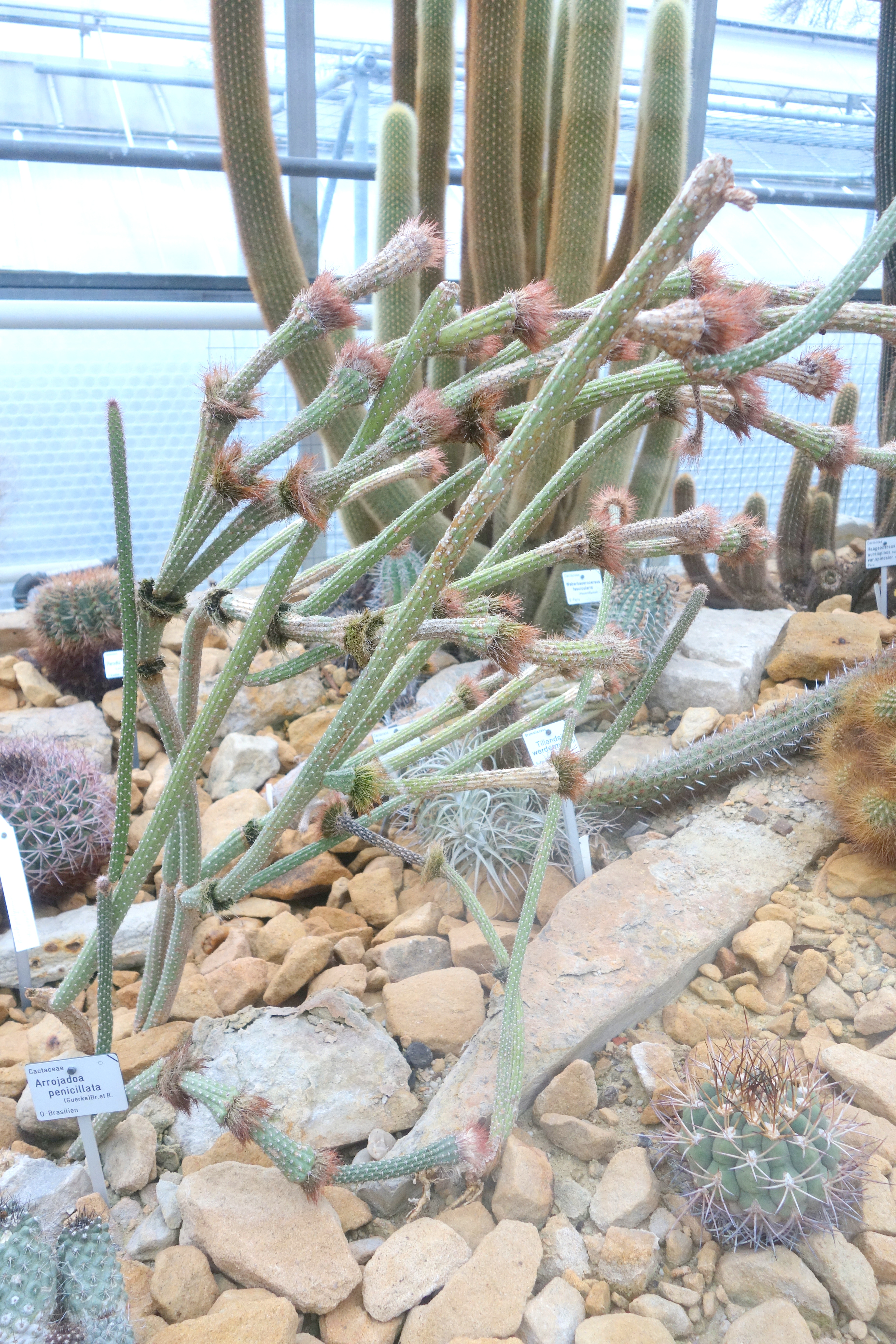
Porte de la planta
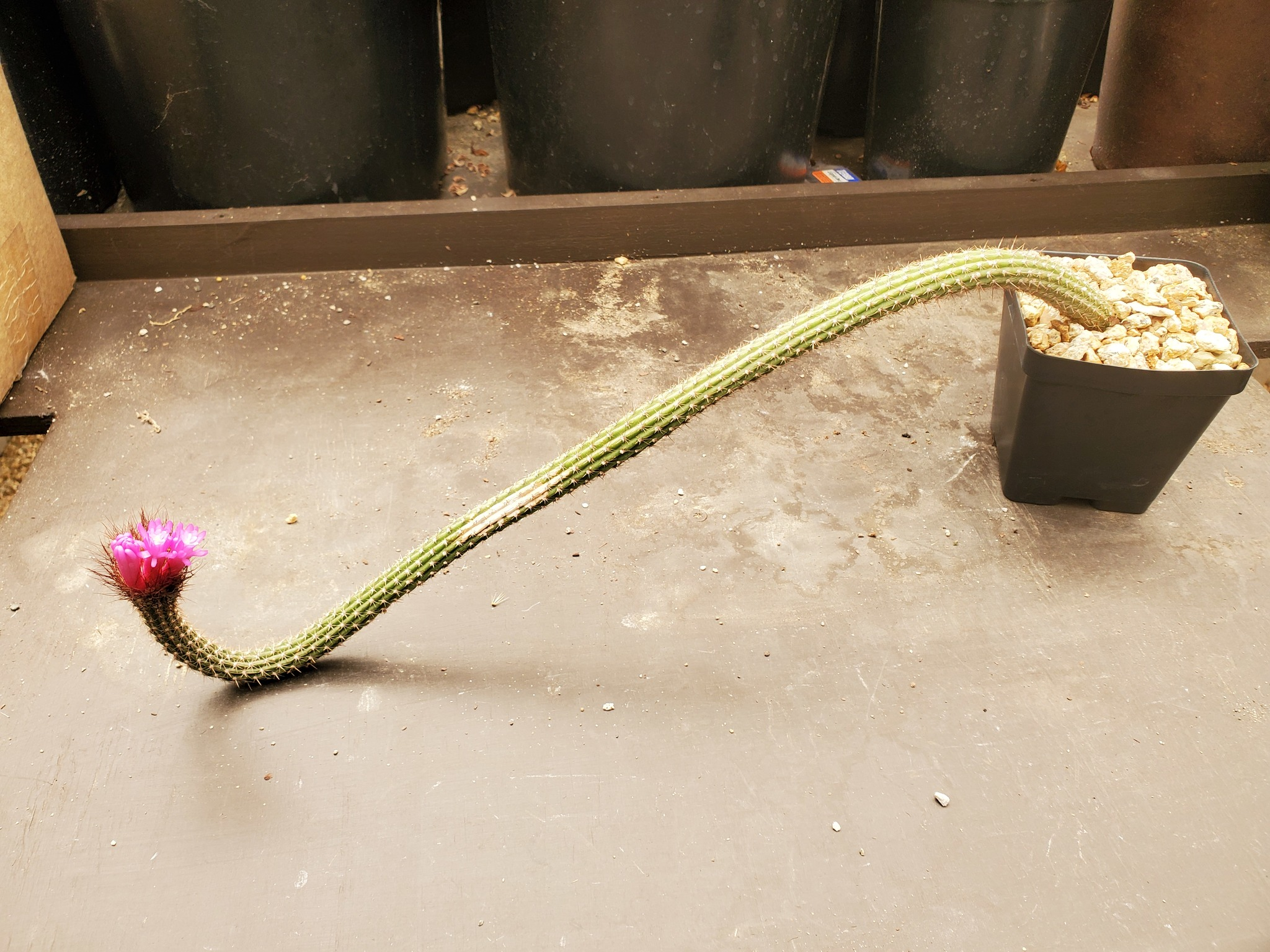
Planta en cultivo
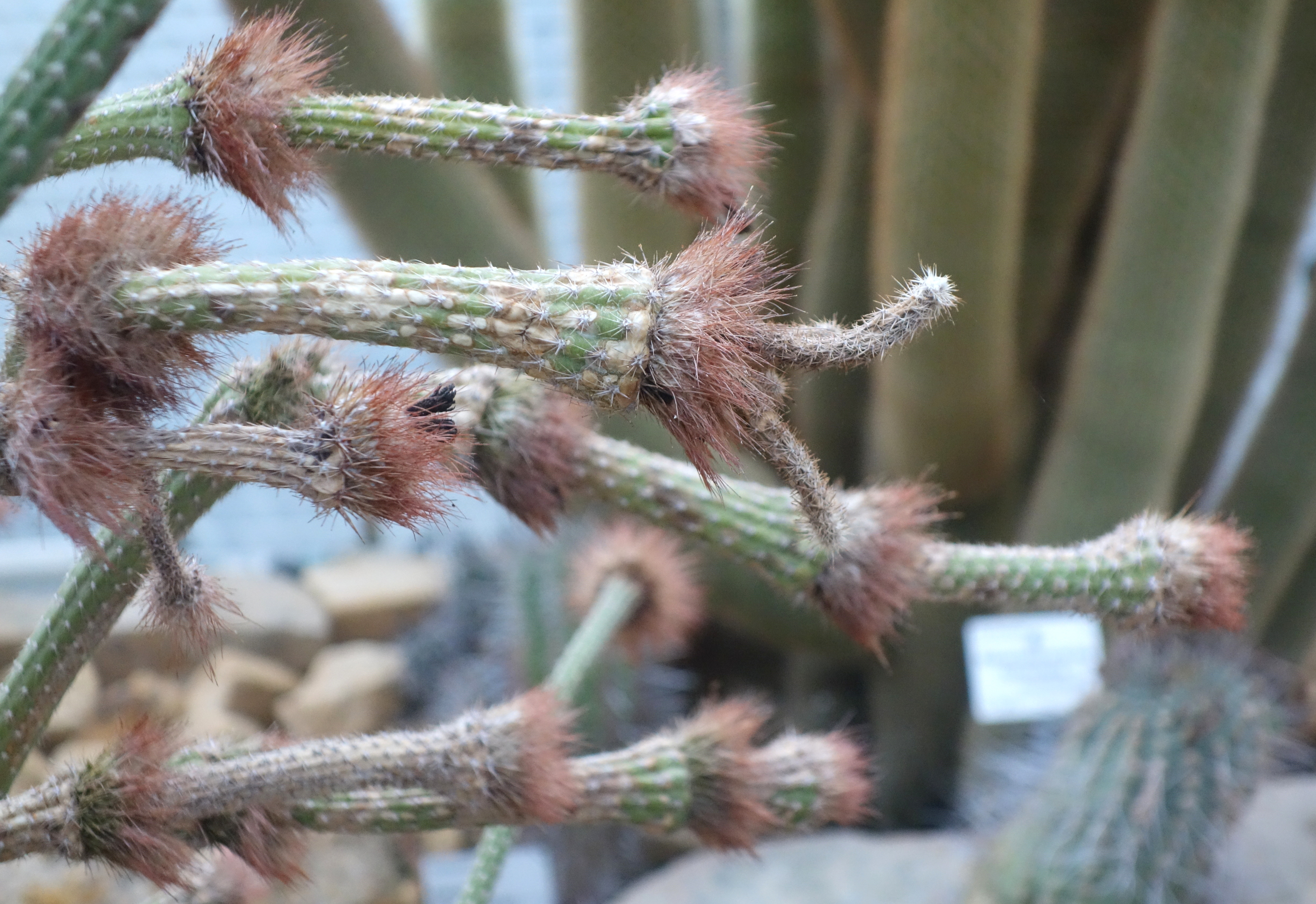
Detalle del cefalio
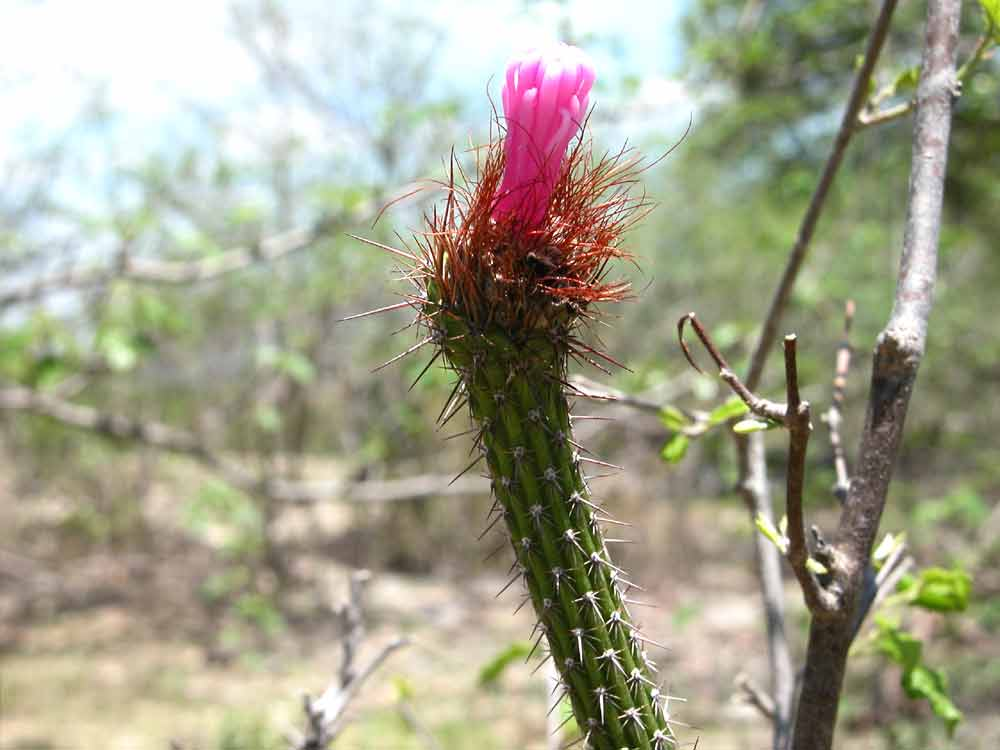
Detalle del tallo
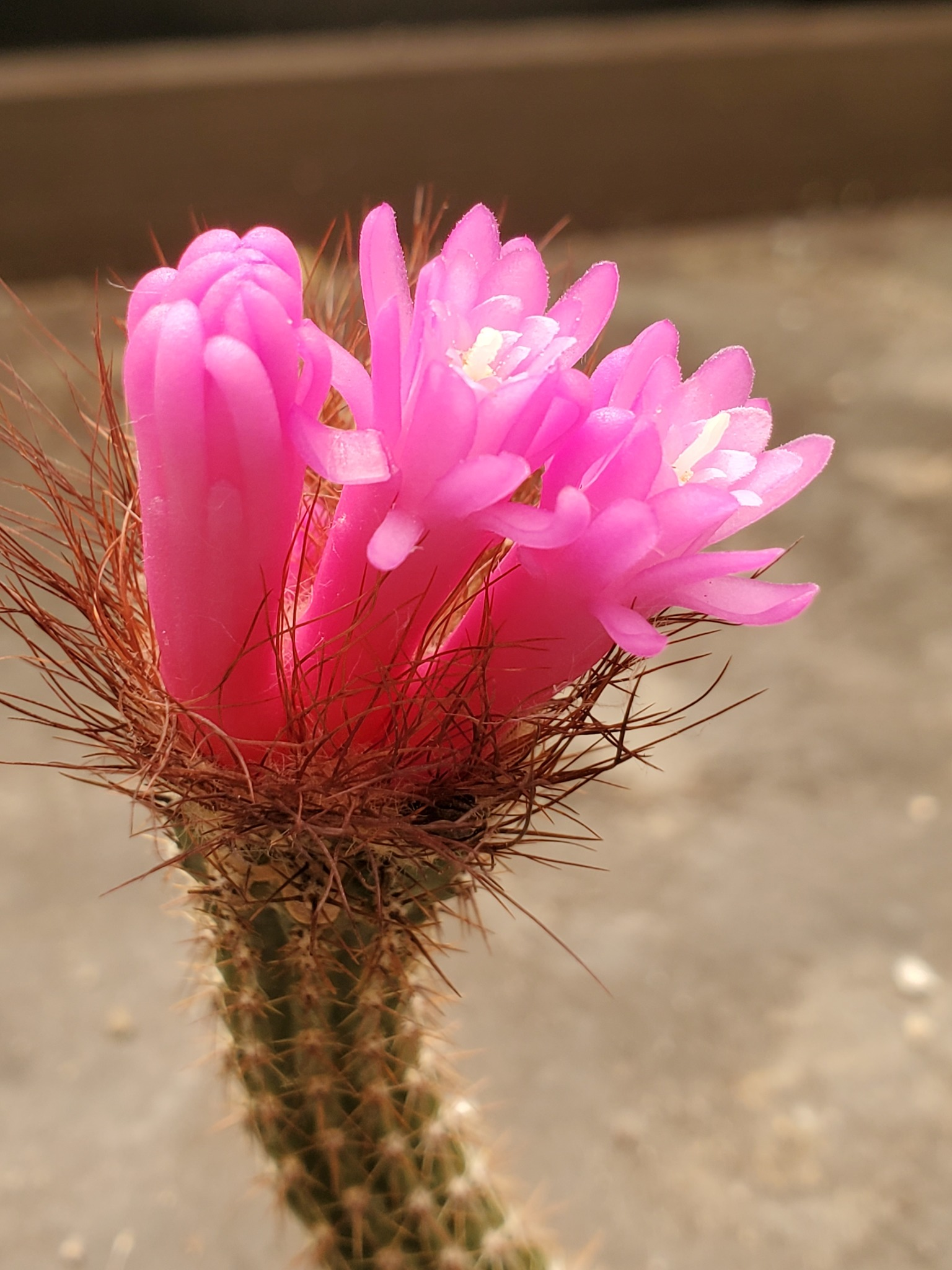
Detalle de las flores